# Hostinec „U kamenného stolu“
 Hostinec „U kamenného stolu“ je česká filmová komedie natočená v roce 1948 v režii Josefa Grusse podle stejnojmenného humoristického románu Karla Poláčka.

## Tvůrci
- Námět: Karel Poláček
- Scénář: Otakar Vávra, Vlastimil Rada
- Kamera: Julius Vegricht
- Režie: Josef Gruss
- Hudba: Sláva Eman Nováček
- Kostýmy: Adolf Wenig
- Stavby: Karel Škvor, Miroslav Pelc
- Další údaje: černobílý, 95 minut, komedie
- Výroba: Československý státní film
- Premiéra: 23. 9. 1949

## Postavy
| Saša Rašilov       | hostinský Šimon Tatrmuž               |
| Jiřina Šejbalová   | hostinská Božena, Tatrmužova manželka |
| Růžena Šlemrová    | paní Dynderová                        |
| Stanislav Neumann  | rada Dyndera, soudce v.v.             |
| Svatopluk Beneš    | Tomáš, Tatrmužův synovec              |
| Rudolf Hrušínský   | Spytihněv, Tomášův bratr              |
| Jiří Plachý        | Mistr Beno Mertens                    |
| Dagmar Frýbortová  | Věra                                  |
| Dagmar Sedláčková  | Alena                                 |
| Richard Záhorský   | Damian Rozmajzl                       |
| Marie Nademlejnská | Rozmajzlova žena                      |
| František Roland   | vedoucí divadelního souboru           |
| František Černý    | Bedřich, svatební host                |
| Josef Vošalík      | nevěstin otec                         |
| Věra Kalendová     | nevěsta Blaženka                      |
| Václav Trégl       | nervózní host v restauraci            |
| Josef Chvalina     | Percy                                 |
| Václav Špidla      | Gaston                                |
| Antonín Jedlička   | pikolík                               |
| Marcela Sedláčková | barmanka                              |
| F. X. Mlejnek      | divák na představení                  |
| Milada Smolíková   | Terezka                               |
| Emil Bolek         | Hanzián                               |
| Václav Vaňátko     | krejčí                                |
| Jan W. Speerger    | role neurčena                         |
| Felix le Breux     | role neurčena                         |

## Děj
Děj se odehrává v městečku nazvaném „Lázně Džbery pod Skalou“ (703 m n. m.) v roce 1925.
Rodina rady Dyndery přijíždí do lázní spolu se svými dvěma dcerami, Věrou a Alenou. Ubytují se tradičně v penzionu „U kamenného stolu“. Paní Boženka Tatrmužová, manželka majitele-hostinského, je přichází uvítat k autokaru.
V penzionu je již ubytován mimo jiné Mistr Beno Mertens, dramatický umělec, člen herecké společnosti ředitele Kolbaby-Lipského, který má 5. července 1925 vystoupit večer v hlavní roli hry H. Ibsena: „John Gabriel Borkman“. Herec se líbí všem ženám v penzionu, zvláště paní Božence. Je neustále obklopen lovci autogramů a obdivovateli. Herec Mertens tráví volný čas v kuchyni, k radosti paní Boženky. Pomáhá tam i sám vaří.
Rada Dyndera tráví čas na rybách s panem „hoteliérem“ Tatrmužem. Ten nemá děti, jen dva synovce (Tomáš a Spytihněv), má je jako vlastní, nechal je vystudovat - jsou chemici a pracují ve fabrice. Spolu bydlí, hospodaří, ale spolu přímo nemluví. Synovci se zrovna připravují na cestu vozem do Džber za strýcem.
Sestry Dynderovy si vyjely na výlet na kolech po okolí lázní. Na silnici narazí na stojící automobil, pod kterým leží dva muži a opravují jej. Jsou to synovci pana Tatrmuže. Promluví s nimi a jedou dál. Chlapcům se dívky líbí, rychle opravu dokončí a vydají se do lázní. Z prvního patra strýčkova penzionu je zálibně pozorují Věra s Alenou.
Věra s Alenou se vystrojí a vydají se do města tancovat. Všichni muži se za nimi otáčejí. Spytihněv s Tomášem je vidí z okna a jdou za nimi do města. Na taneční zábavě si sednou ke stolu, odkud mohou obě děvčata dobře pozorovat. Ta si jich také všimnou a doufají, že je přijdou požádat o tanec. Předběhnou je však dva muži, sedící u baru, pan Gaston a pan Percy. Tanec jim však moc nejde. Ani druhý den na tenise, kde se setkají s děvčaty, děvčata nijak neupoutají.
Divadelní představení, kde má Mistr Mertens hrát se blíží. On je však stále v kuchyni u paní Boženky a nehodlá odejít. Namísto Ibsenovy hry se tedy musí hrát taškařice se zpěvy „Švarný mysliveček a komtesa“. Té noci uteče Mistr s paní Boženkou pryč. Tatrmuž když se probudí, nalezne její dopis, kde se píše, že jde za hlasem svého srdce. Tatrmuž vezme kolo a pušku a vydá se je hledat. Po cestě však u řeky vidí nahozený prut, kde se již chytil na háček kapr. Vytáhne jej a radostně se vrátí do penzionu. Tam mu připomenou, že jeho paní utekla s hercem. Nešťastný Tatrmuž se zavře ve svém pokoji, hraje na harmonium a nevychází.
Jeho synovci se rozhodnou prozatím převzít vedení podniku za strýčka. Jeden z nich bude vždy šéfem, druhý bude pod ním sloužit jako vrchní číšník. Každou neděli v poledne se pak úlohy vymění. Jako šéf začíná Tomáš. Spytihněv se stane vrchním číšníkem „Francem“ a dostane po předchozím číšníkovi nepadnoucí frak. Tomáš bratra prohání, ten pokazí, co může. Strýček stále nevychází, obědy mu nosí po žebříku oknem.
Rada Dyndera s rodinou se rozhodnou přátelům pomoci a chtějí vypátrat uprchlý pár – herce Mertense s Boženkou.
Tomáš se snaží seznámit se s Věrou a Boženkou. Zase se však objeví Gaston a Percy a přidou za dívkami. Tomášovi se líbí slečna Věra, Spytihněvovi Alena.
Z divadelního plakátu, ve kterém měl jeden z hostů penzionu – člen herecké společnosti – zabalené syrečky, zjistí Tomáš, že herec Mertens vystupuje někde v roli "Krále Leara". Herci na svatební cestě způsobí v penzionu plno škod – protrhnou sukno na biliárovém stole, rozbijí nábytek a pak utečou. Franc se vydá je pronásledovat spolu s dalšími lidmi a přivedou je zpět. Tomáš se Spytihněvem však nechtějí zaplatit škody, ale dozvědět se, kde naposledy vystupoval Mistr Mertens, aby tak mohli najít paní Boženku. Herci místo prozradí a paní Dynderová se vydá za Mertensem.
Spytihněv s Tomášem, jako dočasní šéfové podniku vyhodí Percyho a Gastona z podniku, aby už jim nechodili za Alenou a Věrou. Obě děvčata to uvítají a jedou pak na výlet se Spytihněvem a Tomášem.
Paní Dynderová mezitím dorazí do městečka Zadní Nedvězíčko a potvrdí si, že tam divadelní spolek ředitele Pivody uvádí Shakespearova „Krále Leara“ v titulní roli s Beno Mertensem. Zjistí, že jsou na bytě v Pohřebním ústavu pana Damiana Rozmajzla a jde tam. Paní domácí zrovna vyhazuje paní Boženku, že není zaplacený nájem. Dynderová řekne Božence, že se Tatrmuž stal poustevníkem, synovci se ujali hostince a vedou ho tak, že přijde na buben a to bude Tatrmužova smrt.
Boženka se pohádá s Mistrem Mertensem a ten odejde i se psem, kterého měli sebou. Boženka jede s paní Dynderovou zpět do lázní, domů.
Mezitím Spytihněv s Tomášem a Alena s Věrou jedou autem na výlet a zastaví v lese; páry se vydají na procházku. Děvčata se ptají každého z mladíků, proč spolu vlastně přímo nemluví a používají řeč „ono se“. Spytihněv vysvětlí Aleně, že měl kdysi dávno skleněnou duhovou kuličku a Tomáš ji moc chtěl, tak mu ji prodal za 10 kamenů. Ten mu však dal jen 7 a zbytek nikdy nedoplatil, ani když vyhrával, tak spolu přestali mluvit. Jak páry jdou po cestě, narazí na kluky, kteří hrají kuličky. Spytihněv s Tomášem se k nim radostně přidají. Tomáš vyhraje, hned dá Spytihněvovi 3 kameny a ještě 100% úroků. Začnou si po letech opět tykat.
Když paní Dynderová dorazí s Boženkou do hostince, nechá ji venku a jde za Tatrmužem. Najde jej, jak hraje karty s jejím manželem, radou Dynderou. Ten se navíc cpe jídlem, které mu ona vždy zakazovala.
Tatrmuž na dotaz, co by dělal, kdyby se Boženka vrátila, říká, že by jí neodpustil, protože jej zradila. Dynderová vychválí Boženku, jak na Tatrmuže stále myslela, i když jako slabá žena podlehla pokušení a dojatý Tatrmuž přizná, že ji má stále rád. Když Dynderová Boženku v obavách z muže přivede, tak ji Tatrmuž odpustí, řekne jí, že „když odjíždí na 3 dny k tetě a zůstane tam dvě neděle, tak má aspoň napsat“ a jde na ryby. Oba jsou rádi, že jsou zase spolu.
Synovci mají radost, že se tetička Boženka vrátila. Boženka se ujme opět řízení zanedbaného hostince, hosté i personál jsou rádi, že se paní hostinská vrátila. Boženka má zase radost, že se synovci usmířili a začali spolu mluvit. Oni vysvětlí, že je okolnosti přiměly k tomu, aby si odpustili. Paní Boženka s povzdechem kvituje, „že se má odpouštět“. Synovci vysvětlí, že těmi „okolnostmi“ jsou Věra a Alena. Dynderovi jsou rádi, že se děvčata zamilovala do synovců pana Tatrmuže a paní Boženka slíbí, že jim vystrojí svatbu v hostinci.

## Zajímavost
- Román, který byl předlohou filmu, vyšel v roce 1941 a skutečného autora kryl svým jménem Vlastimil Rada. Autor – Karel Poláček – pro svůj židovský původ již nesměl v té době publikovat. [1]